# Kampfgeschwader 54
Predefinição:Maia notas
A Kampfgeschwader 54 Totenkopf (KG 54) foi uma unidade de bombardeiros da Luftwaffe durante a Segunda Guerra Mundial. Participou em todas as frentes de combate do teatro europeu até ao cessar das hostilidades em Maio de 1945. Operou o Heinkel He 111 e o Junkers Ju 88 durante a maior parte da sua existência, contudo na fase final da guerra também operou alguns Messerschmitt Me 262.

## Comandantes[2]
- Walter Lackner, 1 de Maio de 1939 – 22 de Junho de 1940
- Otto Höhne, 22 de Junho de 1940 – 23 de Novembro de 1941
- Walter Marienfeld, 23 de Novembro de 1941 – 1 de Abril de 1943
- Volprecht Riedesel Freiherr zu Eisenbach, 1 de Abril de 1943 – 27 de Fevereiro de 945
- Bätcher, 27 de Fevereiro de 1945 – 8 de Maio de 1945